# Montecincla
A Montecincla a madarak osztályának verébalakúak (Passeriformes) rendjébe és a  Leiothrichidae családjába tartozó nem.
A szervezetek egy része a Trochalopteron nembe sorolja ezeket a fajokat is.

## Rendszerezésük
A nemet Robin írta le 2017-ben, jelenleg az alábbi fajok tartoznak ide:
- nilgiri álszajkó (Montecincla cachinnans[1] vagy Trochalopteron cachinnans)[2]
- palani álszajkó (Montecincla fairbanki[2] vagy Trochalopteron fairbanki)[1]
- ashambui álszajkó (Montecincla meridionalis[2] vagy Trochalopteron meridionalis)[1]
- banasurai álszajkó (Montecincla jerdoni[2] vagy Trochalopteron jerdoni)[1]